# A Republikanska futbołna grupa (1993/1994)
A Republikanska futbołna grupa (1993/1994) była 70. edycją najwyższej piłkarskiej klasy rozgrywkowej w Bułgarii. W rozgrywkach brało udział 16 zespołów. Tytuł obroniła drużyna Lewski Sofia.

## Tabela końcowa
| 1.  | Lewski Sofia                | 28 | 71 | 78 | 17 |
| 2.  | CSKA Sofia                  | 28 | 54 | 58 | 27 |
| 3.  | Botew Płowdiw               | 28 | 50 | 50 | 29 |
| 4.  | FK Szumen                   | 28 | 48 | 49 | 34 |
| 5.  | Łokomotiw Płowdiw           | 28 | 40 | 38 | 43 |
| 6.  | Etyr Wielkie Tyrnowo        | 28 | 40 | 42 | 33 |
| 7.  | Beroe Stara Zagora          | 28 | 38 | 33 | 38 |
| 8.  | Łokomotiw Gorna Orjachowica | 28 | 38 | 25 | 39 |
| 9.  | Sławia Sofia                | 28 | 36 | 30 | 37 |
| 10. | Pirin Błagojewgrad          | 28 | 36 | 35 | 36 |
| 11. | Łokomotiw Sofia             | 28 | 34 | 37 | 40 |
| 12. | Dobrudża Dobricz            | 28 | 34 | 37 | 42 |
| 13. | Czernomorec Burgas          | 28 | 30 | 30 | 36 |
| 14. | Czerno More Warna           | 28 | 21 | 24 | 68 |
| 15. | Spartak Warna               | 28 | 16 | 18 | 65 |
| –   | Jantra Gabrowo              | 0  | 0  | 0  | 0  |

| Legenda:                  |
| Puchar UEFA               |
| Puchar Zdobywców Pucharów |
| spadek                    |

1 Od początku tego sezonu, po raz pierwszy w historii ligi, za zwycięstwo przyznawano trzy punkty.
2 Po ósmej kolejce rundy jesiennej klub Jantra Gabrowo został relegowany z ligi. Jego działaczom postawiono zarzut przekupywania sędziów i zawodników innych drużyn. Mecze z tym zespołem zostały wykreślone z kalendarza, a wyniki rozegranych ośmiu spotkań anulowano.
3 Mimo usunięcia z ekstraklasy Jantry Gabrowo i tymczasowego zmniejszenia jej do 15 zespołów, z ligi spadły trzy ostatnie drużyny, w tym Czernomorec Burgas, który zajął 13. miejsce, przed relegowaniem Jantry gwarantujące pozostanie w lidze.
4 Z II ligi awansowały więc cztery, a nie jak zakładano przed rozpoczęciem rozgrywek trzy, zespoły: Spartak Płowdiw, Neftochimik Burgas, Liteks Łowecz oraz FK Montana.
5 Przy równej liczbie punktów o kolejności w tabeli decydowały wyniki bezpośrednich meczów.

## FinałPucharu Bułgarii
- LEWSKI SOFIA – Pirin Błagojewgrad 1:0

## Król strzelców
- 30 goli –  Nasko Sirakow (Lewski Sofia)